# Îlet Lapin
Pour les articles homonymes, voir Lapin (homonymie).
L’îlet Lapin est une petite île inhabitée de Martinique dans la baie du Galion. Elle appartient administrativement à La Trinité.

## Description

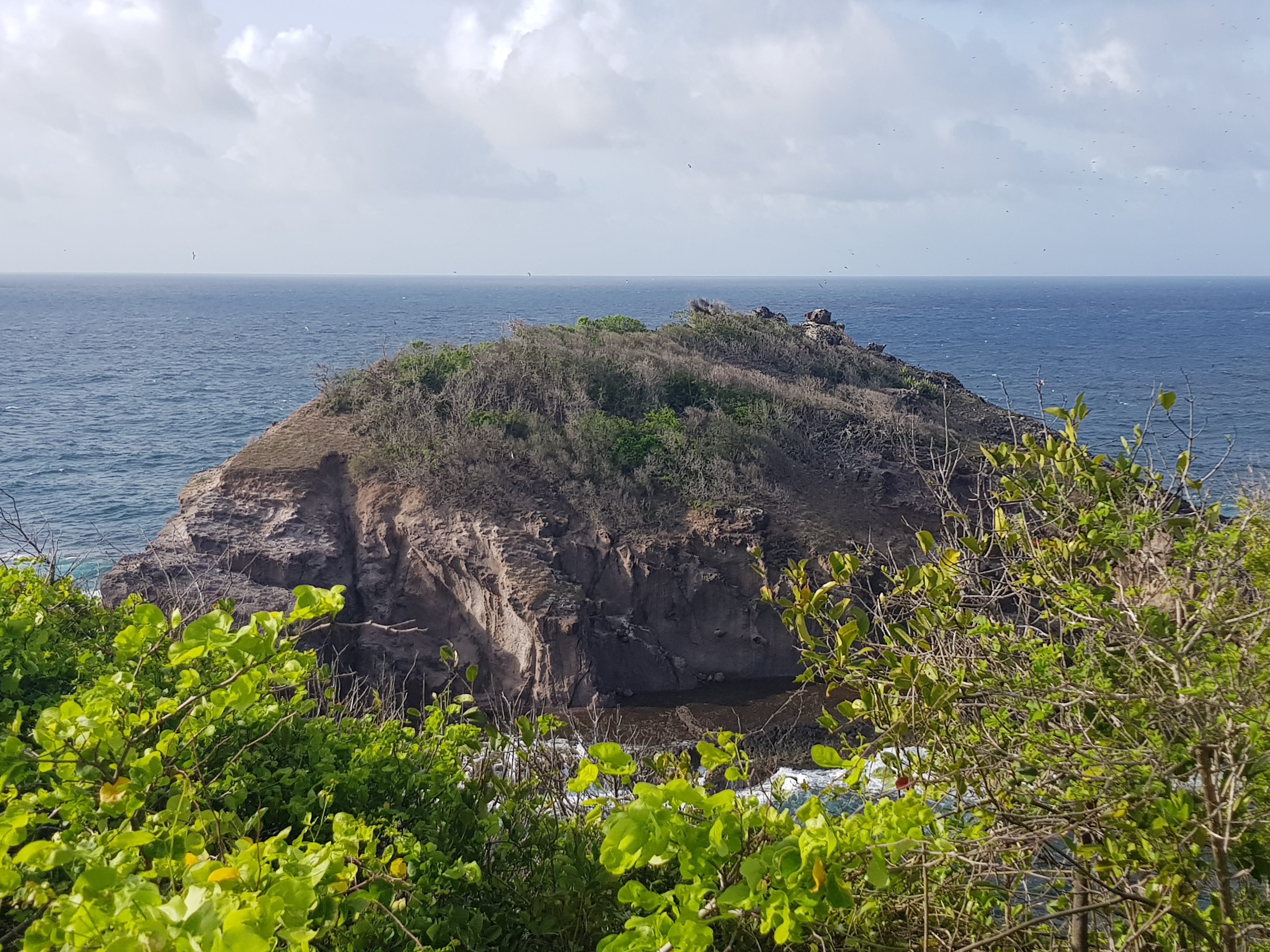
îlet Lapin vue de la station météorologie de la Caravelle

Situé à une centaine de mètres de la pointe de la presqu'île de la Caravelle, en face de la plage de l’anse du Bout, face à la station météorologique de la Caravelle, il s'agit d'un gros rocher, difficilement accessible, recouvert à son sommet de végétation.